# Nati il 28 dicembre
| Questa pagina contiene informazioni ricavate automaticamente dalle voci biografiche con l'ausilio del template Bio e di un bot. L'aggiornamento è periodico e automatico e ricostruisce completamente la pagina. Se manca una persona in questa lista, sei pregato di non aggiungerla, ma accertati piuttosto che la sua voce biografica contenga il template Bio e che i dati anagrafici siano correttamente compilati. Se il template Bio manca, inseriscilo tu stesso o, in alternativa, metti l'avviso {{tmp\|Bio}} che ne segnala la mancanza. Se i dati riportati sono sbagliati, correggi direttamente la voce biografica; le modifiche saranno visibili in questa lista entro pochi giorni. Per chiarimenti vedi il progetto biografie. La lista contiene solo le 1.022 persone che sono citate nell'enciclopedia e per le quali è stato implementato correttamente il template Bio. Pagina aggiornata al 9 ago 2025. |

## XII secolo(1)
- 1164 - Rokujō, imperatore giapponese († 1176)

## XV secolo(3)
- 1434 - Antonio Grimani, politico italiano († 1523)
- 1446 - Carlo di Valois, nobile francese († 1472)
- 1470 - Aulo Giano Parrasio, filosofo, umanista e scrittore italiano († 1521)

## XVI secolo(6)
- 1526 - Anna Maria di Brandeburgo-Ansbach, principessa tedesca († 1589)
- 1531 - Alfonso Paleotti, arcivescovo cattolico italiano († 1610)
- 1535 - Martin Eisengrein, teologo tedesco († 1578)
- 1550 - Vicente Espinel, poeta, romanziere e musicista spagnolo († 1624)
- 1559 - Raphael Egli, teologo e alchimista svizzero († 1622)
- 1585 - Francisco de Amaya, giurista spagnolo († 1640)

## XVII secolo(14)
- 1610 - Basilio di Ostrog, vescovo ortodosso e santo serbo († 1671)
- 1619 - Antoine Furetière, abate e scrittore francese († 1688)
- 1623 - Elisabetta Augusta Christiansdatter, contessa danese († 1677)
- 1625 - Niccolò Biffi, letterato italiano
- 1627 - Niccolò Radulovich, cardinale e arcivescovo cattolico italiano († 1702)
- 1627 - Alessandro Rosi, pittore italiano († 1697)
- 1635 - Elisabetta Stuart, nobile britannica († 1650)
- 1638 - Cornelis van Dalen II, incisore, pittore e disegnatore olandese († 1664)
- 1653 - Benedetto Cappello, politico e funzionario italiano († 1701)
- 1657 - Domenico Rossi, architetto svizzero († 1737)
- 1661 - Gaetano Argento, giurista e magistrato italiano († 1730)
- 1670 - Algernon Capell, II conte di Essex, generale inglese († 1710)
- 1686 - Ferdinando Romualdo Guiccioli, arcivescovo cattolico italiano († 1763)
- 1694 - Česlav Vaňura, compositore ceco († 1736)

## XVIII secolo(31)
- 1718 - James FitzJames, III duca di Berwick, nobiluomo spagnolo († 1785)
- 1721 - Maria Teresa del Liechtenstein, principessa austriaca († 1753)
- 1722 - John Pitcairn, militare scozzese († 1775)
- 1722 - Ernestina Albertina di Sassonia-Weimar, nobile tedesca († 1769)
- 1724 - Christoph Franz von Buseck, vescovo cattolico tedesco († 1805)
- 1731 - Matteo Buttafuoco, politico francese († 1806)
- 1731 - Christian Cannabich, compositore e direttore d'orchestra tedesco († 1798)
- 1733 - Carlantonio Pilati, giurista e storico italiano († 1802)
- 1739 - Giovanni Del Turco, matematico italiano († 1800)
- 1743 - Victoire Armande Josèphe de Rohan-Soubise, nobile francese († 1807)
- 1744 - Ernst Ludwig Julius von Lenthe, politico tedesco († 1814)
- 1745 - Juan de Ayala, esploratore e navigatore spagnolo († 1797)
- 1752 - John Dodd, archettaio inglese († 1839)
- 1753 - Johann Friedrich Hahn, poeta tedesco († 1779)
- 1765 - Félix de Beaujour, politico e storico francese († 1836)
- 1766 - Mademoiselle Fleury, attrice teatrale belga († 1818)
- 1768 - Alexander John Forsyth, religioso scozzese († 1843)
- 1769 - Xavier Kurten, architetto del paesaggio tedesco († 1840)
- 1770 - Henry Blackwood, ammiraglio britannico († 1832)
- 1771 - João Domingos Bomtempo, pianista, compositore e pedagogo portoghese († 1842)
- 1780 - Innocenzo Castracane degli Antelminelli, vescovo cattolico italiano († 1848)
- 1782 - Cajetan von Textor, chirurgo tedesco († 1860)
- 1783 - Gaetano Melzi, bibliografo italiano († 1851)
- 1784 - Wilhelm Wachsmuth, filologo tedesco († 1866)
- 1789 - Thomas Ewing, avvocato e politico statunitense († 1871)
- 1791 - Johanna Sebus, tedesca († 1809)
- 1793 - Karl Friedrich Neumann, orientalista, storico e traduttore tedesco († 1870)
- 1795 - François-Nicholas-Madeleine Morlot, cardinale e arcivescovo cattolico francese († 1862)
- 1798 - Heinrich Philipp August Damerow, psichiatra tedesco († 1866)
- 1798 - Thomas James Henderson, astronomo scozzese († 1844)
- 1800 - Jean-Pierre Dantan, scultore francese († 1869)

## XIX secolo(154)
- 1801 - Agostino Mattoli, patriota e politico italiano († 1869)
- 1801 - Franz Christoph von Rothmund, chirurgo tedesco († 1891)
- 1802 - Henry Grey, III conte Grey, politico inglese († 1894)
- 1802 - Théodore Marie Ratisbonne, presbitero francese († 1884)
- 1803 - Carlo Decandia, cartografo, generale e politico italiano († 1862)
- 1805 - Innocenzo Fraccaroli, scultore italiano († 1882)
- 1805 - Gottlieb Jäger, giurista, giudice e politico svizzero († 1891)
- 1806 - Giacomo Plezza, politico italiano († 1893)
- 1808 - Athanase Dupré, matematico e fisico francese († 1869)
- 1808 - Giuseppe Grazioli, presbitero e agronomo italiano († 1891)
- 1808 - Nicolò Mignogna, patriota e politico italiano († 1870)
- 1812 - Giovanni Michelotti, naturalista, geologo e paleontologo italiano († 1898)
- 1812 - Julius Rietz, compositore e direttore d'orchestra tedesco († 1877)
- 1814 - Charles-Louis Du Pin, militare francese († 1868)
- 1814 - John Bennet Lawes, scienziato inglese († 1900)
- 1818 - Carl Remigius Fresenius, chimico tedesco († 1897)
- 1819 - Pietro Cavoti, artista e pittore italiano († 1890)
- 1822 - William Booth Taliaferro, generale e avvocato statunitense († 1898)
- 1823 - Lazzaro Negrotto Cambiaso, politico italiano († 1902)
- 1824 - Raffaele Zotti, storico italiano († 1873)
- 1826 - Conrad Busken Huet, scrittore e critico letterario olandese († 1886)
- 1827 - Ward McAllister, socialite statunitense († 1895)
- 1828 - Egisto Paolo Fabbri, imprenditore, banchiere e mecenate italiano († 1894)
- 1828 - Karl Ludwig Kahlbaum, psichiatra tedesco († 1899)
- 1828 - Francesco Magani, vescovo cattolico italiano († 1907)
- 1828 - Pietro Pollini, avvocato e politico svizzero († 1889)
- 1830 - Gaetano Benedini, medico e militare italiano († 1868)
- 1831 - Hayashi Hiromori, compositore giapponese († 1896)
- 1832 - Willem Frederik Reinier Suringar, botanico olandese († 1898)
- 1834 - Pierre Jean Marie Delavay, missionario, botanico e esploratore francese († 1895)
- 1835 - William Eaton Chandler, politico statunitense († 1917)
- 1840 - Roberto Galli, patriota, politico e editore italiano († 1931)
- 1842 - Calixa Lavallée, musicista e compositore canadese († 1891)
- 1842 - Angelico Lipani, presbitero e religioso italiano († 1920)
- 1843 - Carlo Del Pezzo, politico italiano († 1899)
- 1843 - Carlo Moscatelli di Castelvetere, politico e nobile italiano († 1918)
- 1846 - José Inocencio Arias, militare e politico argentino († 1912)
- 1847 - Giuseppe Maria Giulietti, geografo e esploratore italiano († 1881)
- 1849 - Herbert von Bismarck, politico tedesco († 1904)
- 1849 - Julius Jolly, linguista e orientalista tedesco († 1932)
- 1850 - Francesco Tamagno, tenore italiano († 1905)
- 1850 - Jessie Weston, saggista britannica († 1928)
- 1851 - Joseph M. Brown, politico statunitense († 1932)
- 1851 - Giovanni Feneziani, scultore e decoratore italiano († 1931)
- 1852 - Leonardo Torres y Quevedo, ingegnere e matematico spagnolo († 1936)
- 1855 - Emmanuel Drake del Castillo, botanico francese († 1904)
- 1855 - Juan Zorrilla de San Martín, poeta, diplomatico e scrittore uruguaiano († 1931)
- 1856 - Pierre Auguste Roques, generale francese († 1920)
- 1856 - Thomas Woodrow Wilson, politico statunitense († 1924)
- 1857 - Teobaldo Calissano, politico italiano († 1913)
- 1857 - William Cavendish-Bentinck, VI duca di Portland, politico inglese († 1943)
- 1859 - Rudolf L'Hermet, compositore di scacchi tedesco († 1945)
- 1859 - Frank William Taussig, economista statunitense († 1940)
- 1860 - Leopold Baumhorn, architetto ungherese († 1932)
- 1860 - Paul Fridolin Kehr, archivista, storico e diplomatista tedesco († 1944)
- 1861 - Paolo Gaidano, pittore italiano († 1916)
- 1861 - Maurice Prou, storico, paleografo e numismatico francese († 1930)
- 1862 - Christina Broom, fotografa scozzese († 1939)
- 1862 - Jules Bury, tiratore a segno belga
- 1863 - Milena Mrazović, giornalista, scrittrice e compositrice austro-ungarica († 1927)
- 1864 - Raffaele Caravaglios, direttore di banda italiano († 1941)
- 1864 - Henri de Régnier, scrittore, poeta e critico letterario francese († 1936)
- 1865 - Thomas Spreiter, missionario e vescovo cattolico tedesco († 1944)
- 1865 - Félix Vallotton, pittore svizzero († 1925)
- 1865 - Alberto Vassallo di Torregrossa, arcivescovo cattolico italiano († 1959)
- 1865 - Joaquín Álvarez de Toledo, XIX duca di Medina Sidonia, nobile spagnolo († 1915)
- 1866 - Szymon Askenazy, storico, diplomatico e politico polacco († 1935)
- 1866 - John Merlin Powis Smith, traduttore, biblista e orientalista britannico († 1932)
- 1867 - Ambrogio di Sarapul, vescovo ortodosso russo († 1918)
- 1867 - Arturo Falconi, attore italiano († 1934)
- 1868 - Horace Trumbauer, architetto statunitense († 1938)
- 1870 - Orazio Botturini, magistrato e politico italiano († 1947)
- 1870 - Alberto Micheli Pellegrini, pittore e illustratore italiano († 1943)
- 1871 - Frederick Pethick-Lawrence, politico inglese († 1961)
- 1871 - Hugo Sellheim, ginecologo tedesco († 1936)
- 1871 - Frank B. Willis, politico statunitense († 1928)
- 1872 - Pío Baroja, scrittore spagnolo († 1956)
- 1872 - Maria Amandina di Schakkebroek, religiosa e missionaria belga († 1900)
- 1872 - Ersilio Menzani, arcivescovo cattolico italiano († 1961)
- 1874 - Inocencio López Santamaría, missionario e vescovo cattolico spagnolo († 1958)
- 1874 - María Martínez Sierra, scrittrice, drammaturga e traduttrice spagnola († 1974)
- 1874 - Martin André Rosanoff, chimico russo († 1951)
- 1874 - Carl Winterhoff, attore tedesco († 1937)
- 1876 - Georg Leuchs, naturalista, medico e alpinista tedesco († 1944)
- 1876 - Domenico Marzi, politico, avvocato e partigiano italiano († 1959)
- 1878 - Jules Patou, ciclista su strada e pistard belga († 1914)
- 1878 - Evangelista Latino Enrico Vanni, arcivescovo cattolico italiano († 1962)
- 1879 - Manuel Arteaga y Betancourt, cardinale e arcivescovo cattolico cubano († 1963)
- 1879 - Guido Bargellini, chimico italiano († 1963)
- 1879 - Billy Mitchell, generale statunitense († 1936)
- 1879 - Ida May Park, sceneggiatrice e regista cinematografica statunitense († 1954)
- 1879 - August Herman Pfund, fisico, scienziato e inventore statunitense († 1949)
- 1880 - Carlo Bonomi, scultore e pittore italiano († 1961)
- 1880 - William C. Foster, direttore della fotografia statunitense († 1923)
- 1882 - William P.S. Earle, regista statunitense († 1972)
- 1882 - Arthur Eddington, astrofisico inglese († 1944)
- 1882 - Lili Elbe, pittore danese († 1931)
- 1882 - Francesco Selvaggi, politico italiano († 1956)
- 1883 - St. John Greer Ervine, drammaturgo, saggista e critico letterario irlandese († 1971)
- 1883 - Lloyd Fredendall, generale statunitense († 1963)
- 1884 - Karel Anděl, astronomo ceco († 1947)
- 1884 - Joseph Pholien, politico belga († 1968)
- 1885 - Everard Butler, canottiere canadese († 1958)
- 1885 - Tytus Czyżewski, scrittore e pittore polacco († 1945)
- 1885 - Ernst Nadherny, attore e cantante austriaco († 1966)
- 1885 - Vladimir Evgrafovič Tatlin, architetto, pittore e scultore russo († 1953)
- 1885 - Veljko Ugrinić, calciatore e allenatore di calcio jugoslavo († 1958)
- 1886 - George Nicol, velocista britannico († 1967)
- 1887 - Rudolf Beran, politico cecoslovacco († 1954)
- 1887 - Charles Dingle, attore statunitense († 1956)
- 1887 - Walter Ruttmann, regista tedesco († 1941)
- 1888 - Friedrich Wilhelm Murnau, regista e sceneggiatore tedesco († 1931)
- 1888 - Carlo Torrione, politico italiano († 1953)
- 1889 - Luigi Grazioli, calciatore italiano († 1917)
- 1889 - Vaclav Fomič Nižinskij, ballerino e coreografo russo († 1950)
- 1889 - Henrik Samuel Nyberg, iranista e arabista svedese († 1974)
- 1890 - Frank Butler, sceneggiatore, attore e regista statunitense († 1967)
- 1890 - Attilio Deffenu, giornalista italiano († 1918)
- 1890 - Gösta Ekman, attore svedese († 1938)
- 1890 - Roberto Longhi, storico dell'arte e critico d'arte italiano († 1970)
- 1890 - Viktor Lutze, generale tedesco († 1943)
- 1890 - Maurice Mathieu, calciatore francese († 1981)
- 1890 - Pëtr Sokolov, calciatore russo († 1971)
- 1891 - Giuseppe Dosi, militare italiano († 1981)
- 1891 - Ettore Giannuzzi, generale italiano
- 1891 - Frank Synnott, hockeista su ghiaccio statunitense († 1945)
- 1892 - Álvaro de Aguilar, diplomatico spagnolo († 1974)
- 1892 - Paul Pömpner, calciatore tedesco († 1934)
- 1892 - Francesco Soldera, calciatore italiano († 1957)
- 1894 - Raissa Calza, ballerina, attrice e archeologa ucraina († 1979)
- 1894 - Emilio Ferreri, ammiraglio italiano († 1981)
- 1894 - Ed Healey, giocatore di football americano statunitense († 1978)
- 1894 - Hermanis Matisons, scacchista e compositore di scacchi lettone († 1932)
- 1894 - Alfred Sherwood Romer, paleontologo statunitense († 1973)
- 1894 - Gianfranco Zuretti, militare e giornalista italiano († 1936)
- 1895 - Werner Junck, generale e aviatore tedesco († 1976)
- 1895 - Renzo Morigi, tiratore a segno italiano († 1962)
- 1895 - Baciccia Scano, pittore italiano († 1980)
- 1896 - Philippe Étancelin, pilota automobilistico francese († 1981)
- 1896 - Aleksandr Veniaminovič Mačeret, regista cinematografico sovietico († 1979)
- 1896 - Roger Sessions, compositore e critico musicale statunitense († 1985)
- 1897 - Mario Capra, calciatore italiano († 1965)
- 1897 - Ivan Stepanovič Konev, generale e politico sovietico († 1973)
- 1897 - Lucio Venna, pittore italiano († 1974)
- 1898 - Aurelio Alonzi, militare italiano († 1936)
- 1898 - Margaret Herz Hohenberg, psichiatra e psicoanalista slovacca († 1992)
- 1898 - Carl-Gustav Arvid Rossby, meteorologo svedese († 1957)
- 1898 - Mischa Spoliansky, compositore russo († 1985)
- 1899 - Miroslav Feldman, drammaturgo e poeta croato († 1976)
- 1899 - Gino Jacoponi, calciatore italiano († 1972)
- 1899 - Edgar Neville, regista, scrittore e pittore spagnolo († 1967)
- 1900 - Birger Holmqvist, hockeista su ghiaccio svedese († 1989)
- 1900 - Ted Lyons, giocatore di baseball e allenatore di baseball statunitense († 1986)
- 1900 - Natalio Perinetti, calciatore argentino († 1985)

## XX secolo(790)
- 1901 - Carlo Carli, dirigente sportivo italiano († 1973)
- 1901 - Thomas Benjamin Cooray, cardinale e arcivescovo cattolico singalese († 1988)
- 1901 - Robert Urquhart, generale britannico († 1988)
- 1902 - Mortimer Adler, filosofo statunitense († 2001)
- 1902 - Martin Norberg, pallanuotista svedese († 1991)
- 1902 - Broome Pinniger, hockeista su prato indiano († 1996)
- 1902 - Hans Pulver, allenatore di calcio e calciatore svizzero († 1977)
- 1902 - Shen Congwen, scrittore cinese († 1988)
- 1902 - Tomasz Stankiewicz, pistard polacco († 1940)
- 1902 - Michail Davydovič Vol'pin, drammaturgo, poeta e sceneggiatore sovietico († 1988)
- 1903 - Earl Hines, pianista statunitense († 1983)
- 1903 - Michail Konstantinovič Kalatozov, sceneggiatore, regista e direttore della fotografia sovietico († 1973)
- 1903 - John von Neumann, matematico, fisico e informatico ungherese († 1957)
- 1904 - Julij Osipovič Chmel'nickij, regista cinematografico sovietico († 1997)
- 1904 - Benedetto Gola, calciatore, ingegnere e dirigente sportivo italiano († 1988)
- 1904 - Giuseppe Gola, calciatore italiano
- 1904 - Tatsuo Hori, scrittore, poeta e traduttore giapponese († 1953)
- 1904 - Fanny Rosenfeld, velocista e mezzofondista canadese († 1969)
- 1905 - Oscar Andriani, attore italiano († 1987)
- 1905 - Antonio Fraguas Fraguas, insegnante, scrittore e antropologo spagnolo († 1999)
- 1905 - Fulvio Bernardini, dirigente sportivo, allenatore di calcio e calciatore italiano († 1984)
- 1905 - Joseph Salas, pugile statunitense († 1987)
- 1905 - Jean Wagner, discobolo e pesista lussemburghese († 1978)
- 1906 - Arturo Codecasa, calciatore italiano
- 1906 - Duilio Coletti, regista italiano († 1999)
- 1906 - Alberto Del Bono, tennista italiano († 1998)
- 1906 - Gino Gorla, giurista italiano († 1992)
- 1906 - Leni Schmidt, velocista tedesca († 1985)
- 1907 - Carlos Gouvêa Coelho, arcivescovo cattolico brasiliano († 1964)
- 1907 - Heinrich Maria Janssen, vescovo cattolico tedesco († 1988)
- 1907 - Erich Mielke, politico, generale e agente segreto tedesco-orientale († 2000)
- 1907 - Mario Paniati, calciatore italiano († 1932)
- 1907 - Arnaldo Vighi, calciatore italiano († 1952)
- 1908 - Lew Ayres, attore e regista statunitense († 1996)
- 1908 - Adriana De Roberto, attrice e doppiatrice italiana († 1996)
- 1908 - Pres Slack, cestista statunitense († 1993)
- 1908 - Adolfo Suárez Morán, calciatore spagnolo († 1968)
- 1909 - Jacomina van den Berg, ginnasta olandese († 1996)
- 1909 - Marjorie Fulton, violinista statunitense († 1962)
- 1909 - David Murray, pilota automobilistico britannico († 1973)
- 1910 - Clelia Bernacchi, attrice e doppiatrice italiana († 2006)
- 1910 - Ross Flood, lottatore statunitense († 1995)
- 1910 - Dante Secchi, canottiere italiano († 1981)
- 1911 - Wil van Beveren, velocista olandese († 2003)
- 1911 - Milan Stojanović, calciatore jugoslavo
- 1912 - Francisco Arencibia, calciatore cubano († 2004)
- 1912 - Teuvo Aura, politico finlandese († 1999)
- 1912 - Božidar Rašica, architetto, pittore e scenografo croato († 1992)
- 1912 - Pietro Reverberi, arbitro di pallacanestro italiano († 1985)
- 1912 - Ezio Rizzotti, calciatore italiano († 1943)
- 1912 - Mathilde Schroyens, politica belga († 1996)
- 1912 - Heinz Warnken, calciatore tedesco († 1943)
- 1913 - Vincent Gaddis, scrittore statunitense († 1997)
- 1913 - Lou Jacobi, attore canadese († 2009)
- 1913 - Charles Maxwell, attore statunitense († 1993)
- 1913 - Henry Rowland, attore statunitense († 1984)
- 1913 - Paolo Silveri, baritono italiano († 2001)
- 1914 - Dick Been, calciatore olandese († 1978)
- 1914 - Lee Bowman, attore statunitense († 1979)
- 1915 - Jack Milroy, attore scozzese († 2001)
- 1915 - Flaminio Piccoli, politico italiano († 2000)
- 1915 - Carlo Urru, vescovo cattolico italiano († 2002)
- 1915 - Lev Šestakov, aviatore sovietico († 1944)
- 1916 - Nelly Landry, tennista francese († 2010)
- 1916 - Foiso Fois, pittore, critico d'arte e saggista italiano († 1984)
- 1916 - Giorgio Kraiski, saggista, traduttore e slavista italiano († 1998)
- 1916 - Victor Rendina, attore statunitense († 1985)
- 1917 - Kim Chan, attore cinese († 2008)
- 1917 - Ellis Clarke, politico trinidadiano († 2010)
- 1917 - Mouloud Mammeri, scrittore, linguista e antropologo berbero († 1989)
- 1917 - Marino Vernier, magistrato italiano († 2001)
- 1918 - Aristide Noseda, calciatore e allenatore di calcio italiano
- 1918 - Carlo Scarpato, calciatore e allenatore di calcio italiano († 1989)
- 1918 - Franco Storelli, militare e marinaio italiano († 1941)
- 1918 - David Wechsler, scrittore e sceneggiatore svizzero († 1990)
- 1919 - Valter, partigiano jugoslavo († 1945)
- 1920 - Antonietta Grimaldi, principessa monegasca († 2011)
- 1920 - Fernando Jannilli, pugile italiano († 2003)
- 1920 - Enrico Pancheri, politico italiano († 2006)
- 1920 - Steve Van Buren, giocatore di football americano statunitense († 2012)
- 1920 - Morbello Vergari, poeta e scrittore italiano († 1989)
- 1920 - Al Wistert, giocatore di football americano statunitense († 2016)
- 1921 - Philippe de Gaulle, ammiraglio e politico francese († 2024)
- 1921 - Johnny Jorgensen, cestista statunitense († 1973)
- 1921 - Veikko Männikkö, lottatore finlandese († 2012)
- 1921 - Giuseppe Nembrini, militare italiano († 1945)
- 1921 - Johnny Otis, cantautore statunitense († 2012)
- 1922 - François Bourricaud, sociologo francese († 1991)
- 1922 - Ivan Desny, attore svizzero († 2002)
- 1922 - Stan Lee, fumettista, scrittore e editore statunitense († 2018)
- 1922 - Giovanni Marcora, partigiano, imprenditore e politico italiano († 1983)
- 1923 - Louis Lansana Beavogui, politico guineano († 1984)
- 1923 - Andrew Duggan, attore statunitense († 1988)
- 1923 - Josef Hassid, violinista polacco († 1950)
- 1923 - Ernie Stevenson, calciatore inglese († 1970)
- 1924 - Giacomo Furia, attore italiano († 2015)
- 1924 - Girma Wolde Giorgis, politico etiope († 2018)
- 1925 - Nedo Del Bene, artista, pittore e illustratore italiano († 2018)
- 1925 - Paolo Gobetti, partigiano, critico cinematografico e regista italiano († 1995)
- 1925 - Hildegard Knef, attrice, cantante e scrittrice tedesca († 2002)
- 1925 - Milton Obote, politico ugandese († 2005)
- 1926 - Elvio Calderoni, attore italiano († 1970)
- 1926 - François De Pauw, cestista belga († 2009)
- 1926 - Primo Sentimenti, calciatore e allenatore di calcio italiano († 2016)
- 1927 - Edward Babiuch, politico polacco († 2021)
- 1927 - Silvano Moro, calciatore e allenatore di calcio italiano († 2008)
- 1927 - Raimundo Revoredo Ruiz, vescovo cattolico peruviano († 2021)
- 1928 - René Domingo, calciatore francese († 2013)
- 1928 - Öyvind Fahlström, poeta, scrittore e pittore svedese († 1976)
- 1928 - Bob Holt, attore e doppiatore statunitense († 1985)
- 1928 - Claude Nigon, schermidore francese († 1994)
- 1928 - Robert Scheerer, regista televisivo statunitense († 2018)
- 1928 - Willi Schröder, calciatore tedesco († 1999)
- 1928 - Renato Spagnoli, artista italiano († 2019)
- 1929 - Gian Aldo Arnaud, politico italiano († 2013)
- 1929 - John Cole, bobbista statunitense († 1993)
- 1929 - Dario Cravero, politico e chirurgo italiano († 2020)
- 1929 - Terry Sawchuk, hockeista su ghiaccio canadese († 1970)
- 1929 - Maarten Schmidt, astronomo statunitense († 2022)
- 1929 - Angiola Zilli, politica italiana († 2017)
- 1930 - Mariam A. Aleem, artista e designer egiziana († 2010)
- 1930 - Franzl Lang, cantante tedesco († 2015)
- 1930 - Ed Thigpen, batterista statunitense († 2010)
- 1931 - Guy Debord, filosofo, sociologo e scrittore francese († 1994)
- 1931 - Pietro Diana, pittore, incisore e disegnatore italiano († 2016)
- 1931 - Carlo Fontanesi, ex calciatore italiano
- 1931 - Renzo Fossati, imprenditore e dirigente sportivo italiano († 2016)
- 1931 - Martin Milner, attore statunitense († 2015)
- 1932 - Dhirubhai Ambani, imprenditore indiano († 2002)
- 1932 - Katy Bødtger, cantante danese († 2017)
- 1932 - Costantino Dennerlein, nuotatore e pallanuotista italiano († 2022)
- 1932 - William Kaufman, rabbino, teologo e educatore statunitense
- 1932 - Ilja Kirčev, calciatore bulgaro († 1997)
- 1932 - Nichelle Nichols, attrice, cantante e ballerina statunitense († 2022)
- 1932 - Manuel Puig, scrittore, drammaturgo e sceneggiatore argentino († 1990)
- 1933 - John Y. Brown Jr., politico, imprenditore e dirigente sportivo statunitense († 2022)
- 1933 - Luisella Ciaffi, cantante e mezzosoprano italiana
- 1933 - Hugh Hamilton DeWitt, ittiologo, biologo e oceanografo statunitense († 1995)
- 1933 - Charles Portis, scrittore statunitense († 2020)
- 1934 - Juan Benegas, calciatore spagnolo († 2006)
- 1934 - Zohra Drif, avvocata algerina
- 1934 - Herb Gardner, commediografo statunitense († 2003)
- 1934 - Alasdair Gray, scrittore, grafico e illustratore scozzese († 2019)
- 1934 - Yūjirō Ishihara, attore e cantante giapponese († 1987)
- 1934 - Paulin Obame-Nguema, politico gabonese († 2023)
- 1934 - Virginio Pizzali, pistard e ciclista su strada italiano († 2021)
- 1934 - Maggie Smith, attrice britannica († 2024)
- 1934 - David Warrilow, attore britannico († 1995)
- 1935 - Bruno Alessandro, doppiatore, direttore del doppiaggio e attore italiano
- 1935 - Michel Arpin, sciatore alpino e allenatore di sci alpino francese († 2015)
- 1935 - William Bassett, attore statunitense († 2025)
- 1935 - Cirillo Bonora, politico italiano
- 1935 - Robert L. Holmes, filosofo statunitense
- 1935 - Ary Ventura Vidal, allenatore di pallacanestro brasiliano († 2013)
- 1936 - Angelo Di Loreta, attore italiano († 2021)
- 1936 - Abílio Diniz, imprenditore e pilota automobilistico brasiliano († 2024)
- 1936 - Piero Errani, tiratore a segno italiano († 2024)
- 1936 - Han Seung-soo, politico sudcoreano
- 1936 - Jack Ingram, pilota automobilistico statunitense († 2021)
- 1936 - Jim McDermott, politico statunitense
- 1936 - Jacques Mesrine, criminale francese († 1979)
- 1936 - Franco Rondanini, allenatore di calcio e ex calciatore italiano
- 1936 - Giuseppe Spagnulo, scultore italiano († 2016)
- 1936 - Zeynəb Xanlarova, soprano azero
- 1937 - Rita Orlandi Malaspina, soprano italiano († 2017)
- 1937 - Pinto da Costa, imprenditore e dirigente sportivo portoghese († 2025)
- 1937 - Gene Scott, tennista statunitense († 2006)
- 1937 - Ratan Tata, imprenditore indiano († 2024)
- 1938 - Franco Capelletti, dirigente sportivo italiano
- 1938 - Luciano Gaucci, imprenditore e dirigente sportivo italiano († 2020)
- 1938 - Alexander Horváth, calciatore e allenatore di calcio cecoslovacco († 2022)
- 1938 - Frank Kelly, attore e comico irlandese († 2016)
- 1938 - Pachín, allenatore di calcio e calciatore spagnolo († 2021)
- 1939 - Conny Andersson, ex pilota automobilistico svedese
- 1939 - Philip Anschutz, dirigente sportivo statunitense
- 1939 - Pietro Calogero, magistrato italiano
- 1939 - Raffaele Cananzi, politico italiano
- 1939 - Laura Cretara, medaglista e scultrice italiana
- 1939 - Giuseppe Fezzardi, ex ciclista su strada italiano
- 1939 - Yehoram Gaon, cantante, attore e attivista israeliano
- 1939 - Michael Hinz, attore tedesco († 2008)
- 1939 - Jake Holmes, cantautore e chitarrista statunitense
- 1939 - Tullio Innocenti, politico italiano († 1994)
- 1939 - Frank McLintock, ex calciatore e allenatore di calcio scozzese
- 1939 - Gian Piero Vigna, politico italiano
- 1940 - Emilio Nicola Buccico, avvocato e politico italiano
- 1940 - Jerry Grote, ex cestista statunitense
- 1940 - Luigi Paganetto, economista italiano
- 1940 - Paulos Vasileiou, ex calciatore greco
- 1940 - Doug Walgren, politico statunitense
- 1941 - Décio Randazo Teixeira, calciatore brasiliano († 2000)
- 1941 - Teruo Higa, agronomo e microbiologo giapponese
- 1941 - Anna Malvica, attrice e cantante italiana
- 1941 - Georges Vandenberghe, ciclista su strada belga († 1983)
- 1942 - Eleanor Arnason, scrittrice statunitense
- 1942 - James Benning, regista statunitense
- 1942 - Attilio Celant, economista e geografo italiano
- 1942 - Allan Harris, allenatore di calcio e calciatore inglese († 2017)
- 1942 - Arild Hetleøen, calciatore norvegese († 2023)
- 1942 - Julià de Jòdar, scrittore spagnolo
- 1942 - Neil Leifer, fotografo statunitense
- 1942 - Emanuele Samek Lodovici, filosofo italiano († 1981)
- 1942 - Victor Scheinman, ingegnere e imprenditore statunitense († 2016)
- 1942 - Roger Swerts, ex ciclista su strada e pistard belga
- 1942 - Aníbal Torres, politico, avvocato e giurista peruviano
- 1943 - Billy Chapin, attore statunitense († 2016)
- 1943 - Juan Luis Cipriani Thorne, cardinale e arcivescovo cattolico peruviano
- 1943 - Inocente Cuesta, ex cestista cubano
- 1943 - Ted Hill, statistico statunitense
- 1944 - Frank Card, cestista statunitense († 2021)
- 1944 - Ernesto Franceschi, ex hockeista su ghiaccio italiano
- 1944 - Johnny Isakson, politico statunitense († 2021)
- 1944 - John Komlos, storico ungherese
- 1944 - Kary Mullis, biochimico statunitense († 2019)
- 1944 - Klyne Snodgrass, biblista e teologo statunitense
- 1944 - Marco Solari, dirigente d'azienda svizzero
- 1944 - Gianni Tanello, ex calciatore italiano
- 1945 - Birendra del Nepal, re nepalese († 2001)
- 1945 - Donald Burrows, musicologo inglese
- 1945 - Max Hastings, giornalista britannico
- 1945 - Jun Kuki, ex tennista giapponese
- 1946 - Mike Beebe, politico statunitense
- 1946 - Giorgio Bertin, vescovo cattolico e missionario italiano
- 1946 - Timothy P. Johnson, politico statunitense († 2024)
- 1946 - Harm Lagaay, ingegnere e progettista olandese
- 1946 - Nello Mascia, attore e regista italiano
- 1946 - Salvatore Muratore, vescovo cattolico italiano
- 1946 - Danielle Peter, cestista francese († 1981)
- 1946 - Pierre Falardeau, regista e attivista canadese († 2009)
- 1946 - Alan Smith, allenatore di calcio inglese
- 1946 - Bep Weeteling, ex nuotatrice olandese
- 1946 - Edgar Winter, musicista statunitense
- 1947 - Mustafa Akıncı, politico cipriota
- 1947 - Spencer Bachus, politico e avvocato statunitense
- 1947 - Giuseppe Fusi, ex calciatore italiano
- 1947 - Kirk Kilgour, pallavolista e allenatore di pallavolo statunitense († 2002)
- 1947 - Miguel Quinteros, scacchista argentino
- 1947 - Mamphela Ramphele, attivista e politica sudafricana
- 1947 - Mark Washington, ex giocatore di football americano statunitense
- 1948 - Ernesto Aparicio, ex calciatore salvadoregno
- 1948 - Jan Balachowski, ex velocista polacco
- 1948 - Mario Bertolissi, costituzionalista italiano
- 1948 - Louis Floch, ex calciatore francese
- 1948 - George Vance Murry, vescovo cattolico statunitense († 2020)
- 1948 - Villiam Vecchi, calciatore e allenatore di calcio italiano († 2022)
- 1949 - Gheorghe Berceanu, lottatore rumeno († 2022)
- 1949 - Barbara De Fina, produttrice cinematografica statunitense
- 1949 - Rachel Elior, docente e insegnante israeliana
- 1949 - Dave Hudson, ex hockeista su ghiaccio canadese
- 1949 - Hilton McRae, attore scozzese
- 1949 - Jean-Claude Olry, ex canoista francese
- 1950 - Alex Chilton, cantante, chitarrista e produttore discografico statunitense († 2010)
- 1950 - Vladimiro Crisafulli, politico italiano
- 1950 - Joël Flateau, attore e tastierista francese
- 1950 - Stefanella Marrama, doppiatrice, direttrice del doppiaggio e dialoghista italiana
- 1950 - Hugh McDonald, bassista statunitense
- 1950 - Ivana Simeoni, politica italiana
- 1950 - Margaret Tutwiler, politica, funzionario e diplomatica statunitense
- 1951 - Fabio Baratella, politico italiano
- 1951 - Ian Buruma, saggista e orientalista olandese
- 1951 - John Gray, scrittore e saggista statunitense
- 1951 - Sajid Khan, attore indiano († 2023)
- 1951 - Gilbert Montagné, cantautore e pianista francese
- 1951 - Rumen Pejčev, cestista e allenatore di pallacanestro bulgaro († 2010)
- 1951 - Jacques Zimako, calciatore francese († 2021)
- 1952 - Guido Harari, fotografo e critico musicale italiano
- 1952 - Giovanni Mezzani, ex tiratore a segno italiano
- 1952 - Božidar Milojković, fumettista e illustratore serbo
- 1952 - Antonio Mura, vescovo cattolico italiano
- 1952 - Vítor Serrão, docente e storico dell'arte portoghese
- 1952 - Mária Zakariás, ex canoista ungherese
- 1952 - Pier Fortunato Zanfretta, italiano
- 1953 - Brian Brinkley, ex nuotatore britannico
- 1953 - Richard Clayderman, pianista francese
- 1953 - Inocenta Corvea, ex cestista cubana
- 1953 - Alfred Eder, biatleta e fondista austriaco
- 1953 - James Foley, regista statunitense († 2025)
- 1953 - Tatsumi Fujinami, wrestler giapponese
- 1953 - Trip Hawkins, imprenditore statunitense
- 1953 - Les Riddle, ex cestista australiano
- 1953 - Martha Wash, cantautrice, attrice e produttrice discografica statunitense
- 1954 - Iain McCulloch, ex calciatore scozzese
- 1954 - Gayle King, conduttrice televisiva e giornalista statunitense
- 1954 - Andrea Molesini, scrittore e poeta italiano
- 1954 - Enrique Montero, ex calciatore e allenatore di calcio spagnolo
- 1954 - Lanny Poffo, wrestler e scrittore statunitense († 2023)
- 1954 - Denzel Washington, attore, regista e produttore cinematografico statunitense
- 1954 - Don Wheldon, hockeista su ghiaccio statunitense († 1985)
- 1954 - Pietro De Silva, attore e commediografo italiano
- 1955 - Aleksandras Abišala, politico lituano
- 1955 - Vincenzo Bernazzoli, politico italiano
- 1955 - Vladimiro Conti, doppiatore italiano
- 1955 - Alberto Forchielli, imprenditore e opinionista italiano
- 1955 - Johannes Grieser, regista, attore e sceneggiatore tedesco
- 1955 - Vincenzo Iovine, politico italiano
- 1955 - Karin Junek, ex cestista peruviana
- 1955 - Liu Xiaobo, attivista, critico letterario e scrittore cinese († 2017)
- 1956 - Robert Edsel, scrittore statunitense
- 1956 - Nigel Kennedy, violinista e violista inglese
- 1956 - Jimmy Nicholl, allenatore di calcio e ex calciatore nordirlandese
- 1956 - Roberto Petrocchi, regista e sceneggiatore italiano
- 1956 - Claudio Zanotti, politico italiano
- 1957 - Jorge Bartero, ex calciatore argentino
- 1957 - Dumitru Braghiș, politico moldavo
- 1957 - Aleksandr Chvan, regista sovietico († 2023)
- 1957 - Pietro Patton, politico italiano
- 1957 - Derek Yee, regista, sceneggiatore e attore cinese
- 1958 - Anna Maria Biavasco, traduttrice italiana
- 1958 - Fabian Blattman, atleta paralimpico australiano
- 1958 - James Brooks, ex giocatore di football americano statunitense
- 1958 - Terry Butcher, allenatore di calcio e ex calciatore inglese
- 1958 - Curt Byrum, golfista statunitense
- 1958 - Carlos Carson, ex giocatore di football americano statunitense
- 1958 - Joe Diffie, cantante statunitense († 2020)
- 1958 - Zoran Gajić, allenatore di pallavolo serbo
- 1958 - Gilles Leroy, scrittore e drammaturgo francese
- 1958 - Roberto Mancini, filosofo, docente e politico italiano
- 1958 - Milan Petrović, ex calciatore jugoslavo
- 1958 - DeWayne Scales, ex cestista statunitense
- 1958 - Raja Ashman Shah, principe, avvocato e dirigente d'azienda malese († 2012)
- 1959 - Clyde Bradshaw, ex cestista statunitense
- 1959 - Katarina Ewerlöf, attrice svedese
- 1959 - Tomas Gustafson, ex pattinatore di velocità su ghiaccio svedese
- 1959 - Hansjörg Kunze, ex mezzofondista tedesco
- 1959 - Antonio La Bruna, ex lottatore italiano
- 1959 - Andy McNab, scrittore e militare britannico
- 1959 - Ivan Suardi, compositore e musicista italiano († 2017)
- 1959 - Ana Torroja, cantante spagnola
- 1959 - Everson Walls, ex giocatore di football americano statunitense
- 1959 - Hirokazu Yagi, ex saltatore con gli sci giapponese
- 1960 - Tove Alsterdal, scrittrice, giornalista e sceneggiatrice svedese
- 1960 - Dwight Anderson, cestista statunitense († 2020)
- 1960 - Ray Bourque, ex hockeista su ghiaccio canadese
- 1960 - Teo Ciavarella, pianista e compositore italiano († 2025)
- 1960 - John Fitzgerald, allenatore di tennis e ex tennista australiano
- 1960 - Latif Gjondeda, ex calciatore albanese
- 1960 - Chad McQueen, produttore televisivo, pilota di rally e imprenditore statunitense († 2024)
- 1960 - Shin'ichi Morishita, ex calciatore giapponese
- 1960 - Michael Rudroff, pilota motociclistico tedesco
- 1960 - Mel Turpin, cestista statunitense († 2010)
- 1961 - Alessandra Corti, ex mezzofondista italiana
- 1961 - Boško Ǵurovski, allenatore di calcio e ex calciatore macedone
- 1961 - Dario Mariuzzo, dirigente sportivo e ex ciclista su strada italiano
- 1961 - Kent Nielsen, allenatore di calcio e ex calciatore danese
- 1961 - Borut Petrič, ex nuotatore jugoslavo
- 1961 - Zhang Bin, ex cestista e allenatore di pallacanestro cinese
- 1962 - Abdi Bile, ex mezzofondista somalo
- 1962 - Michelle Cameron, nuotatrice artistica canadese
- 1962 - Keith Lee, ex cestista e allenatore di pallacanestro statunitense
- 1962 - Michel Petrucciani, pianista francese († 1999)
- 1962 - Quim Torra, editore, scrittore e politico spagnolo
- 1963 - Eugenio Bustingorri, ex calciatore spagnolo
- 1963 - Ringo De Palma, batterista italiano († 1990)
- 1963 - Scott Flansburg, statunitense
- 1963 - Willie Irvine, allenatore di calcio e ex calciatore scozzese
- 1963 - Andy Mutch, allenatore di calcio e ex calciatore inglese
- 1963 - Agim Paja, ex ciclista su strada e ciclocrossista albanese
- 1963 - Rui Naiwei, giocatrice di go cinese
- 1963 - Béatrice Uria-Monzon, mezzosoprano francese († 2025)
- 1964 - Rick Leach, ex tennista statunitense
- 1964 - Francesco Saverio Nucci, manager italiano
- 1964 - Ian Painter, allenatore di calcio e ex calciatore inglese
- 1964 - Jan Somers, chitarrista olandese († 2011)
- 1964 - Rossella Tarolo, ex velocista italiana
- 1964 - Evan Wright, giornalista statunitense († 2024)
- 1965 - Dražen Biškup, allenatore di calcio e ex calciatore croato
- 1965 - Andrés Contreras, allenatore di pallacanestro e ex cestista messicano
- 1965 - Kazuo Echigo, ex calciatore giapponese
- 1965 - Filippo Focardi, storico e scrittore italiano
- 1965 - Gianluca Gaudenzi, allenatore di calcio e ex calciatore italiano
- 1965 - Henry Hurley, ex rugbista a 15 irlandese
- 1965 - Giovanni Intini, arcivescovo cattolico italiano
- 1965 - Allar Levandi, combinatista nordico estone
- 1965 - Tracy Moore, ex cestista statunitense
- 1965 - Simone Perotti, scrittore italiano
- 1965 - John Piccard, ex sciatore alpino francese
- 1965 - Goldie, disc jockey, musicista e attore britannico
- 1965 - Olli Rahnasto, ex tennista finlandese
- 1965 - Edita Randová, mezzosoprano ceca
- 1965 - Roberto Spampatti, ex sciatore alpino italiano
- 1965 - Antonella Terenzi, nuotatrice artistica italiana
- 1966 - Piotr Beczała, tenore polacco
- 1966 - Kaliopi, cantante macedone
- 1966 - Stefano Collina, politico italiano
- 1966 - Emiko Kubo, ex calciatrice giapponese
- 1966 - Ádám Madaras, ex pentatleta ungherese
- 1966 - Mohamed Ali Mahjoubi, ex calciatore tunisino
- 1966 - Laura Sabatino, sceneggiatrice e scrittrice italiana
- 1966 - Joe Wolf, ex giocatore di football americano statunitense
- 1967 - Beto, cantante portoghese († 2010)
- 1967 - Ivan Hechtermans, ex giocatore di calcio a 5 belga
- 1967 - Mabel Lozano, attrice e ex modella spagnola
- 1967 - Franco Santi, politico sammarinese
- 1967 - Chris Ware, fumettista statunitense
- 1968 - Lior Ashkenazi, attore israeliano
- 1968 - David Barrera, attore statunitense
- 1968 - Malcolm Gets, attore statunitense
- 1968 - Akihiko Hoshide, ingegnere e astronauta giapponese
- 1968 - Axel Jang, ex bobbista tedesco
- 1968 - Laurence Modaine-Cessac, ex schermitrice francese
- 1968 - Brian Steen Nielsen, dirigente sportivo e ex calciatore danese
- 1968 - Mike Orlando, chitarrista statunitense
- 1968 - Andrew Páez, ex calciatore venezuelano
- 1968 - Massimo Parisi, dirigente pubblico italiano
- 1968 - José Luis Santamaría, ex ciclista su strada spagnolo
- 1968 - Jole Santelli, politica italiana († 2020)
- 1968 - Michael Hopkins, ex astronauta statunitense
- 1969 - Katie Hobbs, politica statunitense
- 1969 - Alberto Macías, ex calciatore messicano
- 1969 - Odd Inge Olsen, ex calciatore norvegese
- 1969 - Park Hyeon-suk, ex cestista sudcoreana
- 1969 - Juan Reynoso, allenatore di calcio e ex calciatore peruviano
- 1969 - Rehema Stephens, ex cestista statunitense
- 1969 - Linus Torvalds, informatico e blogger finlandese
- 1970 - Oleg Artem'ev, cosmonauta e politico russo
- 1970 - Michaela Biancofiore, politica italiana
- 1970 - Tara Gallaway, ex cestista canadese
- 1970 - Barbara Gulienetti, conduttrice televisiva e decoratrice italiana
- 1970 - Elaine Hendrix, attrice, modella e ballerina statunitense
- 1970 - Francesca Lé, attrice pornografica statunitense
- 1970 - Obou Macaire, ex calciatore ivoriano
- 1970 - Mao Yijun, allenatore di calcio, ex calciatore e ex giocatore di calcio a 5 cinese
- 1970 - Enrico Matteagi, tiratore a segno italiano
- 1970 - Johan Paulsson, allenatore di calcio e ex calciatore svedese
- 1970 - Brenda Schultz, ex tennista olandese
- 1970 - Makoto Yonekura, ex calciatore giapponese
- 1970 - Furio Zara, giornalista e scrittore italiano
- 1971 - Diego Abal, arbitro di calcio argentino
- 1971 - Sergi Barjuan, allenatore di calcio e ex calciatore spagnolo
- 1971 - Roberto Cecon, saltatore con gli sci italiano
- 1971 - Anita Doth, cantante olandese
- 1971 - Artur Pagaev, ex calciatore russo
- 1971 - Jan-Derek Sørensen, allenatore di calcio e ex calciatore norvegese
- 1971 - Stephen Wilson, ex atleta paralimpico australiano
- 1972 - Jane Alexander, attrice, conduttrice televisiva e modella britannica
- 1972 - Claudio Bonomi, allenatore di calcio e ex calciatore italiano
- 1972 - Cristina Branco, cantautrice portoghese
- 1972 - Scott Brown, disc jockey e produttore discografico scozzese
- 1972 - José Cilley, ex rugbista a 15 e dirigente sportivo argentino
- 1972 - Jennifer McClellan, politica e avvocato statunitense
- 1972 - Salvatore Monaco, dirigente sportivo e ex calciatore italiano
- 1972 - Yunus Nazri, ex calciatore e ex giocatore di calcio a 5 malaysiano
- 1972 - Oddný Eir, scrittrice islandese
- 1972 - Roberto Palacios, ex calciatore peruviano
- 1972 - Patrick Rafter, allenatore di tennis e ex tennista australiano
- 1972 - Kevin Stitt, politico statunitense
- 1972 - Shinobu Terajima, attrice giapponese
- 1972 - Adam Vinatieri, ex giocatore di football americano statunitense
- 1972 - Nuno Dias, allenatore di calcio a 5 e ex giocatore di calcio a 5 portoghese
- 1973 - Kwame Ayew, ex calciatore ghanese
- 1973 - Marc Blume, ex velocista tedesco
- 1973 - Alex Coomber, ex skeletonista britannica
- 1973 - Alex Dimitriades, attore australiano
- 1973 - Kanetake Ebikawa, character designer giapponese
- 1973 - Herborg Kråkevik, cantante e attrice norvegese
- 1973 - Seth Meyers, attore, sceneggiatore e conduttore televisivo statunitense
- 1973 - Ids Postma, ex pattinatore di velocità su ghiaccio olandese
- 1973 - Oļegs Rudenko, ex calciatore lettone
- 1973 - Tania Tupu, ex cestista neozelandese
- 1973 - Wágner Alves dos Santos, allenatore di calcio e ex calciatore brasiliano
- 1974 - Jared Anderson, bassista statunitense († 2006)
- 1974 - Marouane Bokri, ex calciatore tunisino
- 1974 - Glenn D'Hollander, ex ciclista su strada belga
- 1974 - Francesca Dolcini, ex astista italiana
- 1974 - Sandra Marchena, attrice e regista spagnola
- 1974 - Rob Niedermayer, ex hockeista su ghiaccio canadese
- 1974 - Jason Ridge, ex attore pornografico statunitense
- 1974 - Tolga Tekinalp, ex cestista turco
- 1974 - Markus Weinzierl, allenatore di calcio e ex calciatore tedesco
- 1975 - Aaron Augenblick, animatore, regista e produttore televisivo statunitense
- 1975 - Juan José Bernabé, ex cestista spagnolo
- 1975 - Lenka Dusilová, cantante ceca
- 1975 - Ruth Moody, cantautrice e polistrumentista canadese
- 1975 - Alberto Nones, pianista, saggista e docente italiano
- 1975 - Fredrik Winsnes, ex calciatore norvegese
- 1976 - Socalled, rapper e produttore discografico canadese
- 1976 - Eric Griffin, musicista statunitense
- 1976 - Róbert Hanko, ex calciatore slovacco
- 1976 - Brendan Hines, attore e cantautore statunitense
- 1976 - Patrik Ježek, ex calciatore ceco
- 1976 - Anna Kańtoch, scrittrice polacca
- 1976 - Joe Manganiello, attore statunitense
- 1976 - Trond Nymark, ex marciatore norvegese
- 1976 - Andy Potts, triatleta statunitense
- 1976 - Pablo Trobbiani, ex calciatore argentino
- 1976 - Ben Tune, ex rugbista a 15 australiano
- 1976 - Mikael Wahlberg, ex hockeista su ghiaccio svedese
- 1977 - Kuami Agboh, ex calciatore togolese
- 1977 - Derrick Brew, ex velocista statunitense
- 1977 - Vanessa Ferlito, attrice statunitense
- 1977 - Kery James, rapper, cantautore e produttore discografico francese
- 1977 - Thomas Kleine, allenatore di calcio e ex calciatore tedesco
- 1977 - Martina Melani, attrice italiana
- 1977 - Luigi Riccio, allenatore di calcio e ex calciatore italiano
- 1977 - Xavier, wrestler statunitense († 2020)
- 1978 - Feng Kun, ex pallavolista cinese
- 1978 - Wálter Hernández, ex calciatore honduregno
- 1978 - Corinne Jiga, attrice e modella rumena
- 1978 - Kisha, cantante svizzera
- 1978 - John Legend, cantautore, produttore discografico e produttore televisivo statunitense
- 1978 - Janita, cantante finlandese
- 1978 - Terrace Martin, produttore discografico, polistrumentista e cantante statunitense
- 1978 - Jevhen Mirošnyčenko, scacchista ucraino
- 1978 - Frédéric Page, dirigente sportivo e ex calciatore svizzero
- 1978 - August Pfluger, politico statunitense
- 1978 - Christian Sund, ex calciatore finlandese
- 1978 - Jean-Michel Tchouga, ex calciatore camerunese
- 1978 - Holly Throsby, cantante australiana
- 1979 - Michel Jean-Baptiste Adolphe, ex cestista francese
- 1979 - Ahmed Al Masli, ex calciatore libico
- 1979 - James Blake, ex tennista statunitense
- 1979 - B-Tight, rapper tedesco
- 1979 - Daniel Forfang, ex saltatore con gli sci norvegese
- 1979 - André Holland, attore statunitense
- 1979 - Ute Katharina Kampowsky, attrice tedesca
- 1979 - Francis Kasonde, ex calciatore zambiano
- 1979 - Rafael Leitão, scacchista brasiliano
- 1979 - Stojan Lukić, ex calciatore svedese
- 1979 - Claudia Presăcan, ex ginnasta romena
- 1979 - Noomi Rapace, attrice svedese
- 1979 - Suleyman Sleyman, ex calciatore svedese
- 1979 - Rob Stewart, fotografo, regista e produttore cinematografico canadese († 2017)
- 1979 - Aleksandr Ušakov, ex bobbista russo
- 1979 - Joke van de Velde, modella belga
- 1980 - Kampamba Chintu, ex calciatore zambiano
- 1980 - Kent Farrington, cavaliere statunitense
- 1980 - Jared Gertner, attore statunitense
- 1980 - Diego Junqueira, allenatore di tennis e ex tennista argentino
- 1980 - Claude Kelly, paroliere e compositore statunitense
- 1980 - Lomana LuaLua, ex calciatore della Repubblica Democratica del Congo
- 1980 - Ezequiel Medrán, allenatore di calcio e ex calciatore argentino
- 1980 - Mário Pečalka, ex calciatore slovacco
- 1981 - Faisal Ali Hassan, calciatore emiratino
- 1981 - Khalid Boulahrouz, allenatore di calcio e ex calciatore olandese
- 1981 - Ramón Fumadó, tuffatore venezuelano
- 1981 - Natalie Golda, ex pallanuotista statunitense
- 1981 - Sienna Miller, attrice, modella e stilista statunitense
- 1981 - David Moss, ex hockeista su ghiaccio statunitense
- 1981 - Orlando Smeekes, ex calciatore olandese
- 1981 - Frank Turner, cantautore britannico
- 1981 - Mika Väyrynen, ex calciatore finlandese
- 1982 - Eugenio Abbattista, ex arbitro di calcio italiano
- 1982 - Cedric Benson, giocatore di football americano statunitense († 2019)
- 1982 - Maycoll Cañizalez, ex calciatore salvadoregno
- 1982 - Alessandra De David, ex hockeista su ghiaccio italiana
- 1982 - Jennifer Decker, attrice francese
- 1982 - Beau Garrett, attrice e modella statunitense
- 1982 - Cris Gilioli, ex calciatore italiano
- 1982 - Curtis Glencross, ex hockeista su ghiaccio canadese
- 1982 - Davit' Grigoryan, ex calciatore armeno
- 1982 - Erik Meyer, ex giocatore di football americano statunitense
- 1982 - Kakianako Nariki, velocista gilbertese
- 1982 - Rikke Normann, cantante norvegese
- 1982 - Jonna Pirinen, cantante finlandese
- 1982 - Graziella Pirriatore, arbitro di calcio italiana
- 1982 - Alessandro Proni, ex ciclista su strada italiano
- 1982 - Ferry Rotinsulu, ex calciatore indonesiano
- 1982 - Matthew Santos, cantautore statunitense
- 1982 - Daniel Schlauch, doppiatore tedesco
- 1982 - Zdeněk Sláma, allenatore di calcio a 5 e ex giocatore di calcio a 5 ceco
- 1982 - Karamoko Moussa Traoré, ex calciatore mauritano
- 1982 - Wanessa, cantautrice, attrice e conduttrice televisiva brasiliana
- 1982 - Ahmed Zuway, calciatore libico
- 1983 - Noé Alonzo, ex cestista messicano
- 1983 - Álvaro Antón, calciatore spagnolo
- 1983 - Luciano Becchio, allenatore di calcio e ex calciatore argentino
- 1983 - Thomas Commisso, hockeista su ghiaccio e hockeista in-line italiano († 2025)
- 1983 - Debatik Curri, ex calciatore e allenatore di calcio albanese
- 1983 - Flávia Delaroli, nuotatrice brasiliana
- 1983 - John Fairbairn, ex skeletonista canadese
- 1983 - Dominic Fritz, politico tedesco
- 1983 - Mike He, attore, modello e cantante taiwanese
- 1983 - Jesús López, cestista messicano
- 1983 - Aiko Nakamura, ex tennista giapponese
- 1983 - Marvin Phillips, cestista statunitense
- 1983 - Albert Riera Vidal, allenatore di calcio e ex calciatore spagnolo
- 1984 - Miguel Amado, ex calciatore uruguaiano
- 1984 - Silvia Bortot, kickboxer e pugile italiana
- 1984 - Rosir Calderón, pallavolista cubana
- 1984 - Denis Chismatullin, scacchista russo
- 1984 - Maggie Civantos, attrice spagnola
- 1984 - Julián Di Cosmo, ex calciatore argentino
- 1984 - Christopher Dickson, calciatore ghanese
- 1984 - Mounir El Masrouri, ex calciatore e giocatore di calcio a 5 norvegese
- 1984 - Vernon Hamilton, ex cestista e allenatore di pallacanestro statunitense
- 1984 - Ana Jovanović, ex tennista serba
- 1984 - Martin Kaymer, golfista tedesco
- 1984 - Leroy Lita, calciatore inglese
- 1984 - Kimberley Mickle, giavellottista australiana
- 1984 - Jamuovandu Ngatjizeko, calciatore namibiano
- 1984 - Duane Solomon, ex mezzofondista statunitense
- 1984 - Sean St Ledger, ex calciatore irlandese
- 1985 - Dan Amboyer, attore statunitense
- 1985 - Andrés Cadavid, calciatore colombiano
- 1985 - Dênis, ex calciatore brasiliano
- 1985 - Ursina Haller, ex snowboarder svizzera
- 1985 - Kamani Hill, ex calciatore statunitense
- 1985 - Ole Kristian Kråkmo, ex calciatore norvegese
- 1985 - Ivan Perrillat Boiteux, ex fondista francese
- 1985 - Michal Sersen, hockeista su ghiaccio slovacco
- 1985 - Celeste Star, ex attrice pornografica statunitense
- 1985 - Taryn Terrell, wrestler e modella statunitense
- 1985 - Benoît Trémoulinas, ex calciatore francese
- 1986 - Bocundji Ca, ex calciatore guineense
- 1986 - Josef Hnaníček, calciatore ceco
- 1986 - Tom Huddlestone, allenatore di calcio e ex calciatore inglese
- 1986 - Sui Ishida, fumettista giapponese
- 1986 - Ana Jelušić, ex sciatrice alpina croata
- 1986 - Lauren Stephens, ciclista su strada statunitense
- 1986 - Danny Swanson, calciatore scozzese
- 1986 - Giorgio Uberti, scrittore e divulgatore scientifico italiano
- 1986 - Robbie Williams, giocatore di snooker inglese
- 1986 - Erfan Zeneli, ex calciatore finlandese
- 1987 - Fisayo Akinade, attore britannico
- 1987 - Marlon Araújo, giocatore di calcio a 5 brasiliano
- 1987 - Thomas Dekker, attore, cantante e regista statunitense
- 1987 - Adam Gregory, attore e doppiatore statunitense
- 1987 - Anthony McCoy, giocatore di football americano statunitense
- 1987 - Amer Mubarak, calciatore emiratino
- 1987 - João José Pereira, triatleta portoghese
- 1987 - Sigurd Smehus Kringstad, arbitro di calcio norvegese
- 1987 - Hannah Tointon, attrice britannica
- 1987 - Uani Unga, giocatore di football americano statunitense
- 1987 - Gorazd Zajc, ex calciatore sloveno
- 1988 - Islam-Beka Al'biev, lottatore russo
- 1988 - Bilal Arzou, calciatore afghano
- 1988 - Alex John Banal, pugile filippino
- 1988 - Inès Boubakri, schermitrice tunisina
- 1988 - Jordy Buijs, calciatore olandese
- 1988 - Katlyn Chookagian, artista marziale mista statunitense
- 1988 - Ched Evans, calciatore gallese
- 1988 - Elfyn Evans, pilota di rally britannico
- 1988 - Florrie, cantautrice e batterista britannica
- 1988 - Kōhei Kameyama, ginnasta giapponese
- 1988 - Iwan Lewis, attore e cantante inglese
- 1988 - Enrica Merlo, pallavolista italiana
- 1988 - Nsima Peter, calciatore nigeriano
- 1988 - Martina Pretelli, velocista sammarinese
- 1988 - Adam Sarota, calciatore australiano
- 1988 - Abdou Razack Traoré, calciatore ivoriano
- 1988 - Erika Trentin, nuotatrice artistica italiana
- 1988 - Wei Tingting, scrittrice, regista e attivista cinese
- 1988 - Dzmitryj Šėršan', judoka bielorusso
- 1989 - Silvia Alonso, attrice spagnola
- 1989 - Harry Arter, calciatore irlandese
- 1989 - Austin Barnes, giocatore di baseball statunitense
- 1989 - George Blagden, attore britannico
- 1989 - Jessie Buckley, attrice e cantante irlandese
- 1989 - Paola Caccialanza, cestista italiana
- 1989 - Sébastien Dockier, hockeista su prato belga
- 1989 - Sandro Foda, calciatore tedesco
- 1989 - Emmanuel García, ex calciatore messicano
- 1989 - Igor Jelić, ex calciatore serbo
- 1989 - Julian Kern, ex ciclista su strada tedesco
- 1989 - Xavier Laglais Kouassi, calciatore ivoriano
- 1989 - Bennie Logan, giocatore di football americano statunitense
- 1989 - Kamilė Nacickaitė, cestista lituana
- 1989 - Khiry Robinson, giocatore di football americano statunitense
- 1989 - Mackenzie Rosman, attrice statunitense
- 1989 - Salvador Sobral, cantante portoghese
- 1989 - Tiago Ronaldo, calciatore portoghese
- 1989 - Michael Trulsen, calciatore norvegese
- 1990 - Marcos Alonso Mendoza, calciatore spagnolo
- 1990 - David Archuleta, cantante e pianista statunitense
- 1990 - Isaiah Armwood, cestista statunitense
- 1990 - Sadio Diallo, ex calciatore guineano
- 1990 - Martino Durand Varese, ex hockeista su ghiaccio italiano
- 1990 - Đorđe Gagić, cestista serbo
- 1990 - Chris Harris, rugbista a 15 britannico
- 1990 - John Henson, ex cestista statunitense
- 1990 - Bitiélo Jean-Jacques, ex calciatore haitiano
- 1990 - Kim Kyu-min, pallavolista sudcoreano
- 1990 - Kristijan Krajina, cestista croato
- 1990 - Aleksandar Pejović, calciatore serbo
- 1990 - A.J. Walton, cestista statunitense
- 1991 - Bence Bátori, pallanuotista ungherese
- 1991 - Cory Burke, calciatore giamaicano
- 1991 - Ronald Kampamba, calciatore zambiano
- 1991 - Vasilīs Kavvadas, cestista greco
- 1991 - Stefano Travaglia, tennista italiano
- 1992 - Héctor Castellanos, calciatore honduregno
- 1992 - Lucas Cavallini, calciatore canadese
- 1992 - Christoffer Faarup, ex sciatore alpino danese
- 1992 - Mattia Finotto, calciatore italiano
- 1992 - Pilar Fogliati, attrice italiana
- 1992 - Henry Figueroa, calciatore honduregno
- 1992 - Gordi, cantautrice australiana
- 1992 - Tomáš Jurčo, hockeista su ghiaccio slovacco
- 1992 - César Henrique Martins, calciatore brasiliano
- 1992 - Leonardo Navacchio, calciatore brasiliano
- 1992 - Sheryl Rubio, attrice, cantante e modella venezuelana
- 1992 - Erik Schmidt, pallamanista tedesco
- 1992 - Nikola Stevanović, ex cestista serbo
- 1992 - Jakub Świerczok, calciatore polacco
- 1992 - Lara van Ruijven, pattinatrice di short track olandese († 2020)
- 1993 - Yvon Beliën, ex pallavolista olandese
- 1993 - Maximilian Beyer, ex pistard e ciclista su strada tedesco
- 1993 - Jean-Claude Billong, calciatore francese
- 1993 - D.J. Humphries, giocatore di football americano statunitense
- 1993 - Veronica Giacomel, ex pallavolista italiana
- 1993 - Alberto Heller, pilota di rally cileno
- 1993 - Luca Maresca, karateka italiano
- 1993 - Lucas Röser, calciatore tedesco
- 1993 - Connor Weil, attore statunitense
- 1993 - Blaise Yaméogo, calciatore burkinabé
- 1993 - Shinobu Ōta, lottatore giapponese
- 1994 - Darijan Bojanić, calciatore svedese
- 1994 - Anna Dement'eva, ex ginnasta russa
- 1994 - Gabriel Domecus, ex pallavolista statunitense
- 1994 - Odd Christian Eiking, ciclista su strada norvegese
- 1994 - Luke Falk, giocatore di football americano statunitense
- 1994 - Lilija Horišna, lottatrice ucraina
- 1994 - Yūka Maeda, cantante giapponese
- 1994 - Ebony Morrison, ostacolista statunitense
- 1994 - Jarkko Määttä, saltatore con gli sci finlandese
- 1994 - Abdülkadir Parmak, calciatore turco
- 1994 - Adam Peaty, nuotatore britannico
- 1994 - Willy Pizzi, calciatore italiano
- 1994 - Walterson, calciatore brasiliano
- 1994 - Jonna Sundling, fondista svedese
- 1994 - Radim Záruba, giocatore di calcio a 5 ceco
- 1994 - Amer Đidić, calciatore canadese
- 1995 - Brittany Abercrombie, pallavolista statunitense
- 1995 - Drissa Ballo, cestista maliano
- 1995 - Dylan Cease, giocatore di baseball statunitense
- 1995 - Bafodé Dansoko, calciatore guineano
- 1995 - Marc Grau, hockeista su pista spagnolo
- 1995 - Yiğit Gülmezoğlu, pallavolista turco
- 1995 - Mauricio Lemos, calciatore uruguaiano
- 1995 - Marcos Lopes, calciatore brasiliano
- 1995 - Adem Mekić, cestista macedone
- 1995 - Nahitan Nández, calciatore uruguaiano
- 1995 - Brodie Seger, sciatore alpino canadese
- 1995 - Mama Séïbou, calciatore beninese
- 1995 - Joe Wildsmith, calciatore inglese
- 1995 - Kevin Wright, calciatore sierraleonese
- 1996 - Johan Brattberg, calciatore svedese
- 1996 - Santiago Briñone, calciatore argentino
- 1996 - Ewerton Paixão da Silva, calciatore brasiliano
- 1996 - Wilfried Eza, calciatore ivoriano
- 1996 - Cody Ford, giocatore di football americano statunitense
- 1996 - Nicola Olyslagers, altista australiana
- 1996 - Jurij Natarov, ex ciclista su strada kazako
- 1996 - Tanguy Ndombele, calciatore francese
- 1996 - Uchenna Nwosu, giocatore di football americano statunitense
- 1996 - Aleksandr Soldatenkov, calciatore russo
- 1996 - Tarō Sugimoto, calciatore giapponese
- 1996 - Ruon Tongyik, calciatore australiano
- 1996 - Edgar Tur, calciatore estone
- 1996 - Beto da Silva, calciatore peruviano
- 1997 - Lucas Buadés, calciatore francese
- 1997 - Sierra Campisano, cestista statunitense
- 1997 - Kōstas Galanopoulos, calciatore greco
- 1997 - Nash Grier, youtuber e attore statunitense
- 1997 - Herby Magny, calciatore britannico
- 1997 - Hakim Ouro-Sama, calciatore togolese
- 1997 - Irma Testa, pugile italiana
- 1997 - Soraya Verhoeve, calciatrice olandese
- 1998 - Ousmane Camara, calciatore guineano
- 1998 - Tariq Carpenter, giocatore di football americano statunitense
- 1998 - Adler Da Silva, calciatore svizzero
- 1998 - Jacob Davenport, calciatore inglese
- 1998 - Jared Gilman, attore statunitense
- 1998 - Joaquim, calciatore brasiliano
- 1998 - Enkhriilen Lkhagvatogoo, judoka mongola
- 1998 - Hiang'a Mbock, calciatore francese
- 1998 - Joaquim Henrique, calciatore brasiliano
- 1998 - Sir'Jabari Rice, cestista statunitense
- 1998 - Luis Miguel Rodríguez Rodríguez, ex calciatore uruguaiano
- 1998 - Mohammed Sangare, calciatore liberiano
- 1998 - Ștefan Vlădoiu, calciatore rumeno
- 1999 - Ariadina Alves Borges, calciatrice brasiliana
- 1999 - Tyrese Campbell, calciatore inglese
- 1999 - Bienvenue Kanakimana, calciatore burundese
- 1999 - Shadrack Kimutai Koech, mezzofondista e maratoneta kazako
- 1999 - Svea Kågemark, cantautrice svedese
- 1999 - Rúnar Þór Sigurgeirsson, calciatore islandese
- 1999 - Dominik Stříteský, pilota di rally ceco
- 1999 - Big30, rapper statunitense
- 2000 - Gaël Blondeau, combinatista nordico francese
- 2000 - Frank van den Broek, ciclista su strada olandese
- 2000 - Sebastián Báez, tennista argentino
- 2000 - Nicolò Cambiaghi, calciatore italiano
- 2000 - Dillon Gabriel, giocatore di football americano statunitense
- 2000 - Magnus Kaastrup, calciatore danese
- 2000 - Kim Seung-bin, calciatore sudcoreano
- 2000 - Larissa Manoela, attrice e cantante brasiliana
- 2000 - Ivan Nekić, calciatore croato
- 2000 - Matteo Tonelli, canottiere italiano
- 2000 - Giovanni Toti, giocatore di badminton italiano

## XXI secolo(23)
- 2001 - Anna Cristino, schermitrice italiana
- 2001 - Madison De La Garza, attrice statunitense
- 2001 - Tyrhys Dolan, calciatore inglese
- 2001 - Kevin López, calciatore argentino
- 2001 - Manuel Panaro, calciatore argentino
- 2001 - Paul Penhoët, ciclista su strada e pistard francese
- 2001 - Maitreyi Ramakrishnan, attrice canadese
- 2001 - Fernando Tercero, ciclista su strada spagnolo
- 2001 - Ruki Tomita, snowboarder giapponese
- 2002 - Tom Cannon, calciatore irlandese
- 2002 - Bangaly Cissé, calciatore guineano
- 2002 - Liliane Gagnon, fondista canadese
- 2002 - Giannīs Satsias, calciatore cipriota
- 2003 - Diego Coppola, calciatore italiano
- 2003 - Matteo Prati, calciatore italiano
- 2003 - Pim Saathof, calciatore olandese
- 2004 - Miles Brown, attore, ballerino e cantante statunitense
- 2004 - Angel de Jesus Camacho Ramirez, nuotatore messicano
- 2004 - El Hadji Malick Diouf, calciatore senegalese
- 2004 - Moses Itauma, pugile britannico
- 2004 - Jannik Robatsch, calciatore austriaco
- 2004 - Jakob Vester, calciatore danese
- 2004 - Jana Vorona, ginnasta russa